# 南非护照
南非護照，為南非民政部向該國公民發出的國際旅行證件。
此護照在全球有效，並可按相應簽證要求在各國出入境。

## 歷史
自南非的前身-南非聯邦於1910年成立以來，一直都有發行護照。
自1920年代起，南非護照歷經七個版本，而現行版本為2009年版護照。

### 護照版本

#### 最早期發行版本
最早期發行的南非護照採用硬紙函套封面，並留有兩個展示護照編號及持照人姓名的位置，其裝訂設計類似同時期的英國護照。此外，封面上的國號及「護照」字樣僅以英文標示。
內頁方面，在請求頁以後，此版本護照的個人資料頁共有5頁，同時以英、法雙語標示，內容包括：
- 持照人姓名、國籍（第1頁）
- 外貌描述、同一護照內包括的子女姓名（第2頁）
- 持照人（及配偶）照片（第3頁）
- 護照發行資料（第4頁）
- 加注內容（第5頁）

而簽證頁從第6頁開始。

#### 1940年代版
1940年代的南非護照設計與上一個版本相若，但封面文字改為同時以英文及法文標示，另封面顏色亦有所變更。

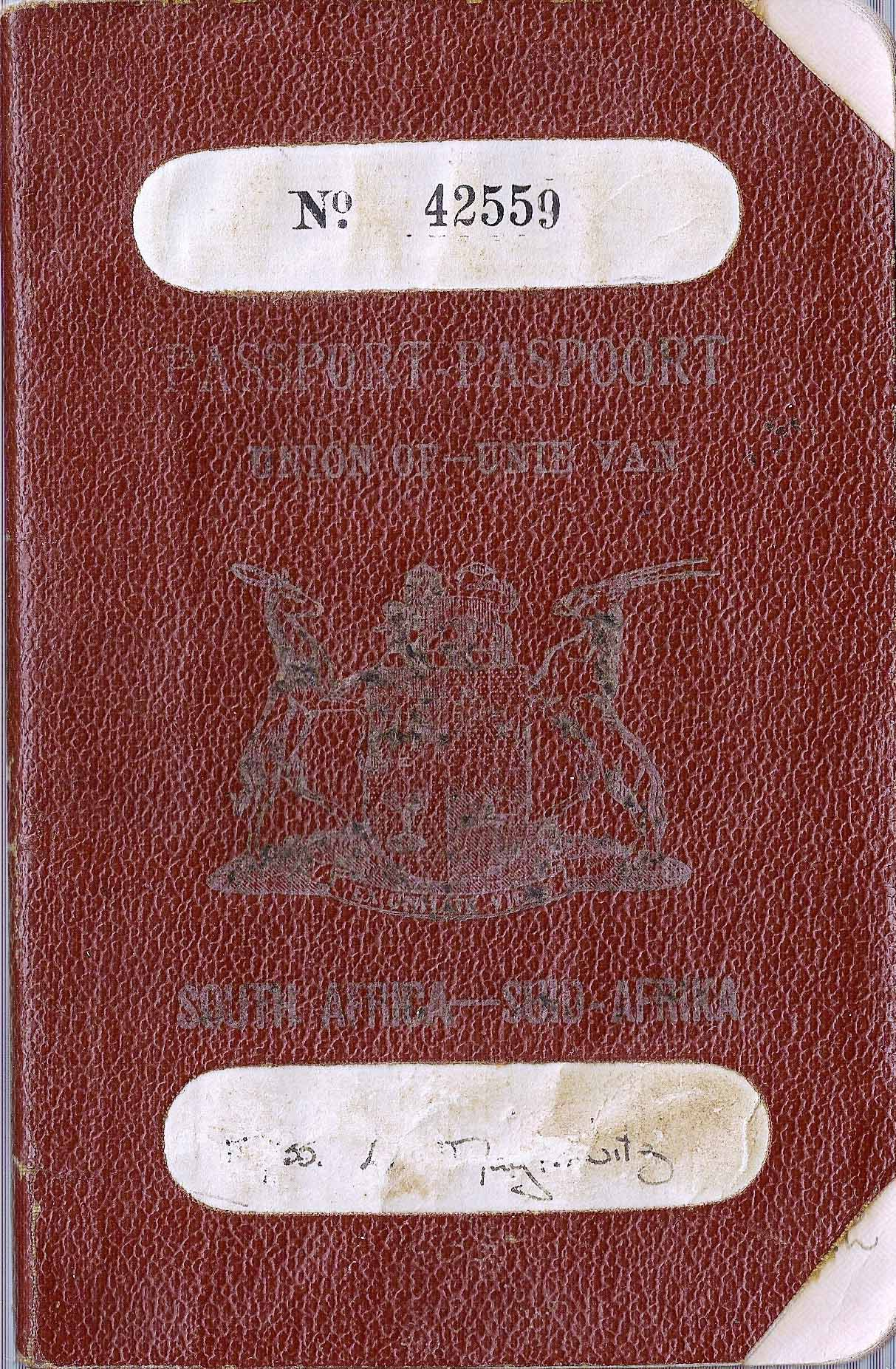
1944年發行的南非護照
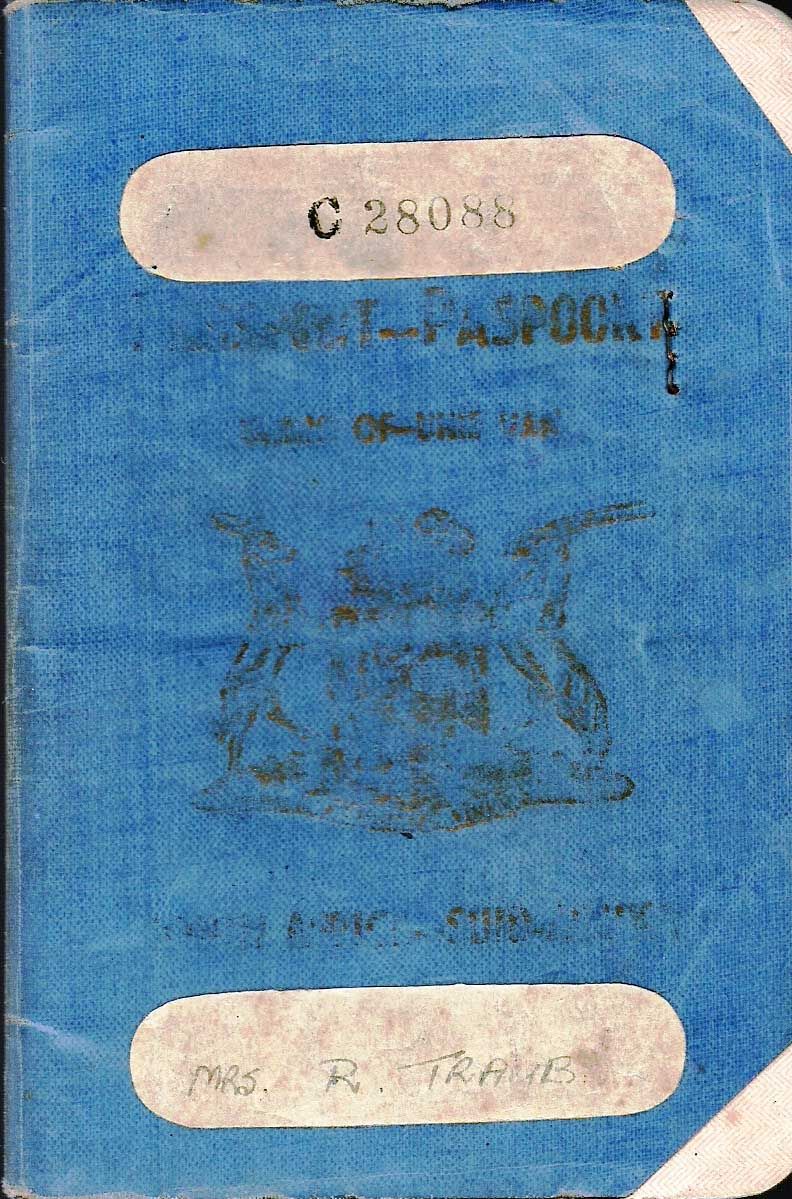
1948年發行的南非護照

#### 1950年代版
至1950年代，護照上的兩個洞口設計被刪去，但國號、國徽及「護照」字樣排列方式大致不變。

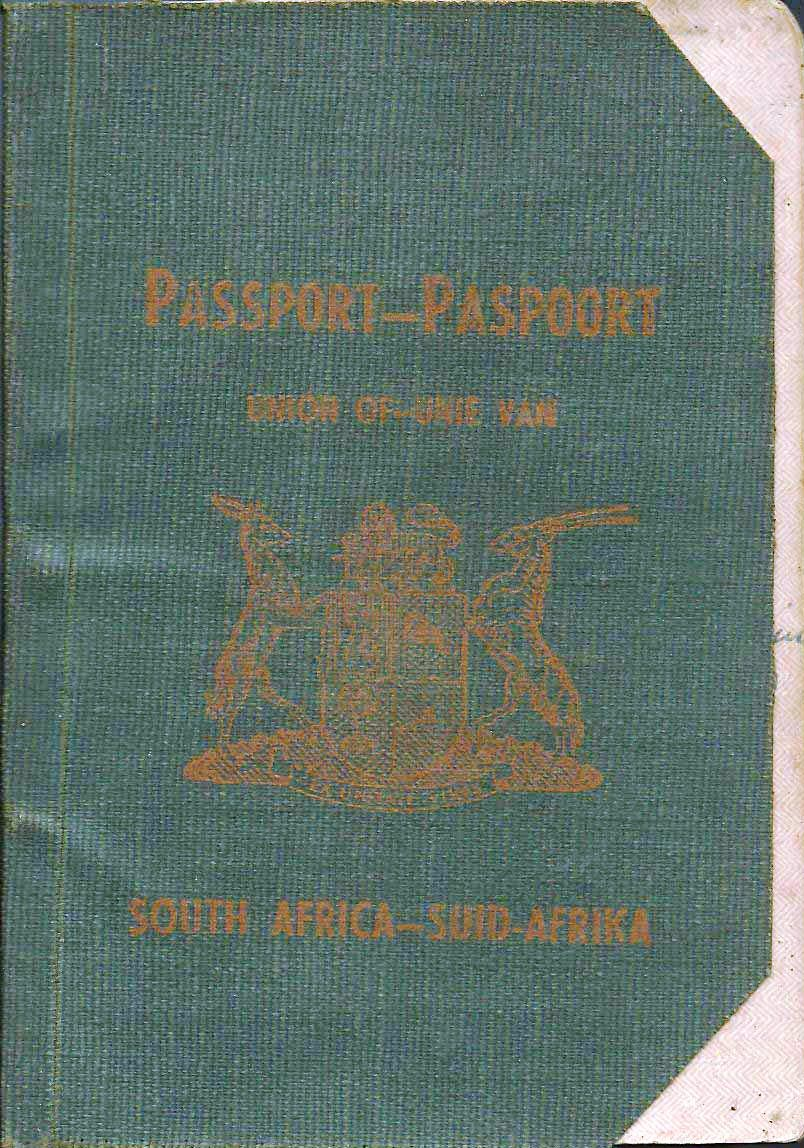
1951年發行的南非護照

#### 1960年代版
1960年代版本的南非護照，大概於1960年代內發行，是南非1961年更改國號為「南非共和國」後，首個採用新國號的護照版本。此版本一直發行至1996年5月21日後才停止簽發，為南非七個版本的護照當中，發行時間最長的一個。
其軟皮封面為綠色（後改為深藍色），印有國徽、以南非文、英文及法文印刷的國號與「護照」字樣。
在內頁方面，此版本護照設有32頁簽證頁，另附個人資料頁等內容。
值得一提的是，由於南非撤资运动，導致當時的南非政府實行嚴格外匯管制。因此，自1960年代版護照開始，亦相應設有「旅費頁」，供持照人在每次回國後前往銀行，將剩餘旅費兌回南非蘭特（如有）及加註，以確認該人並沒有藉旅行將資金流出國外，或私自兌換及持有硬通貨。若旅費頁沒有空間可供加註，相關印章將蓋於簽證頁上。

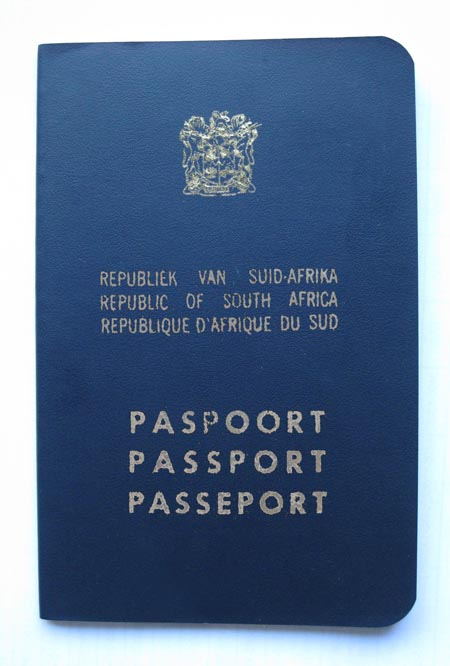
一本1994年前發行的南非護照，為後期設計的1960年代版護照
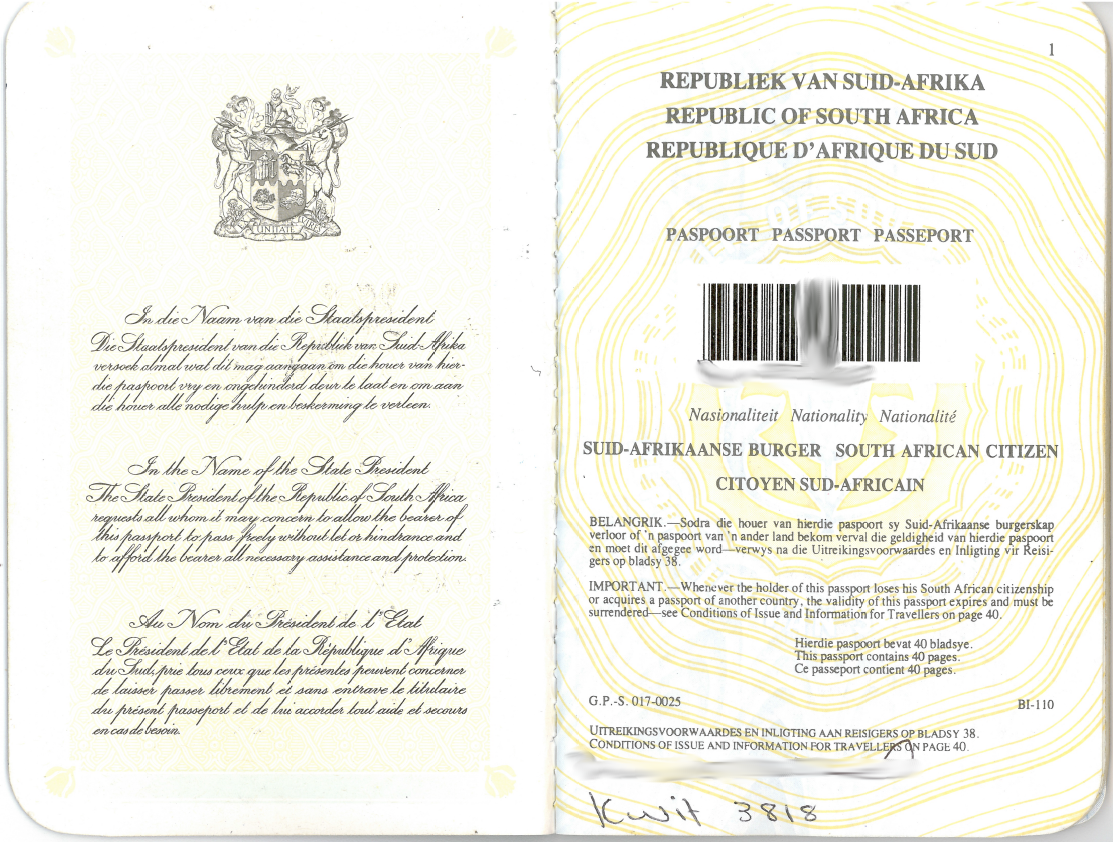
1995年發行的此版本護照旅費頁及應急聯絡人資料
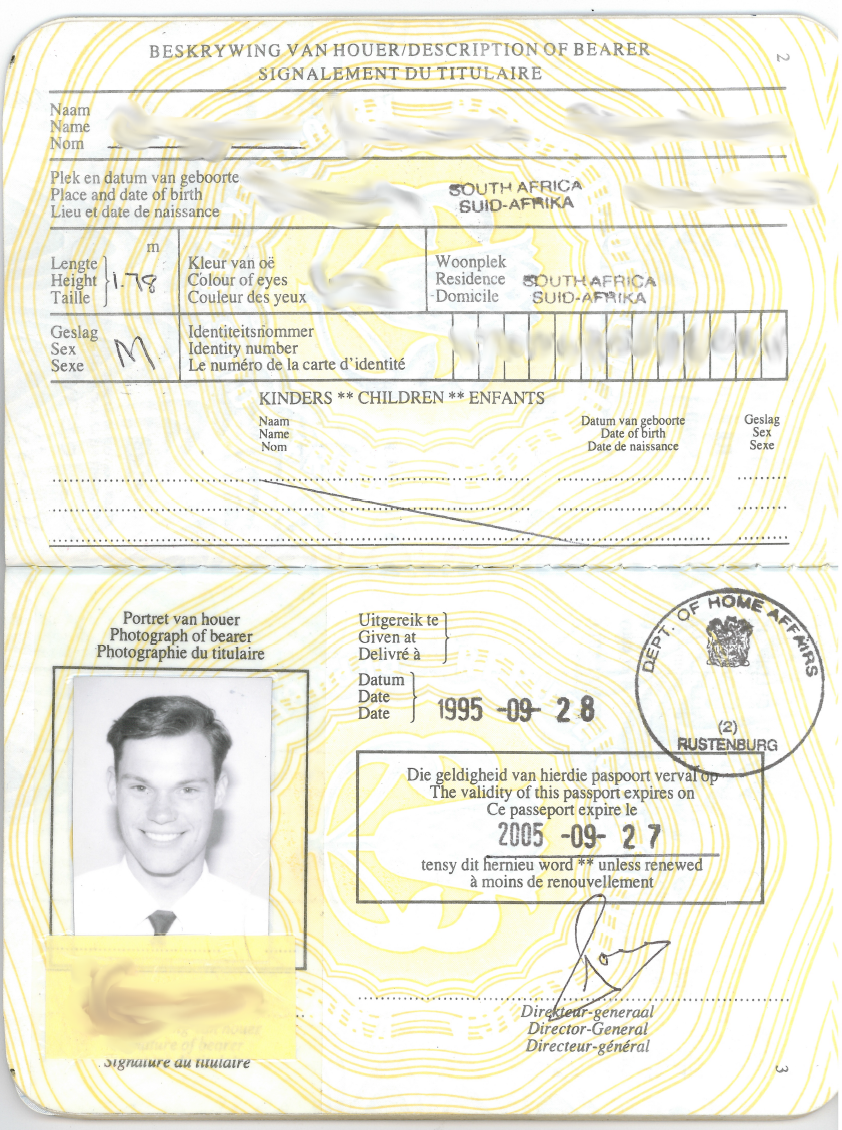
1995年發行的此版本護照使用規例、須知及警告頁（南非文版）
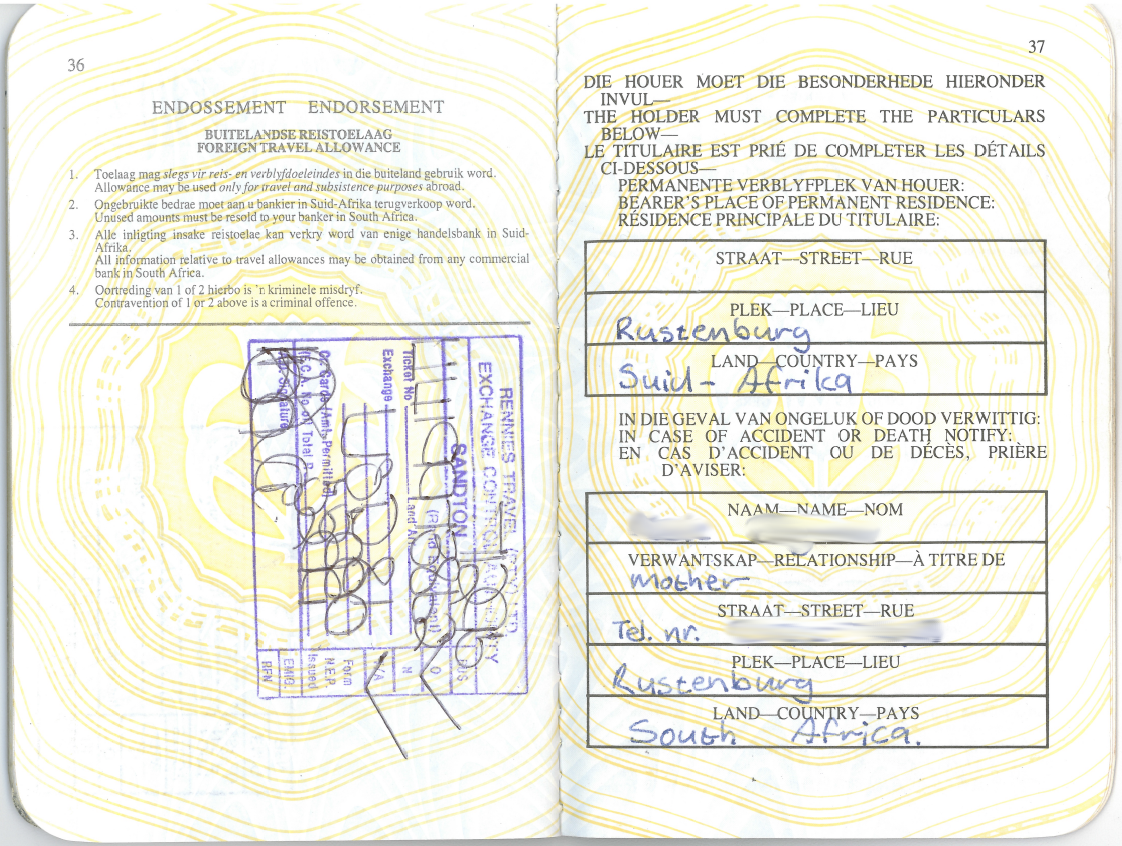
1995年發行的此版本版護照使用規例、須知及警告頁（英文版）
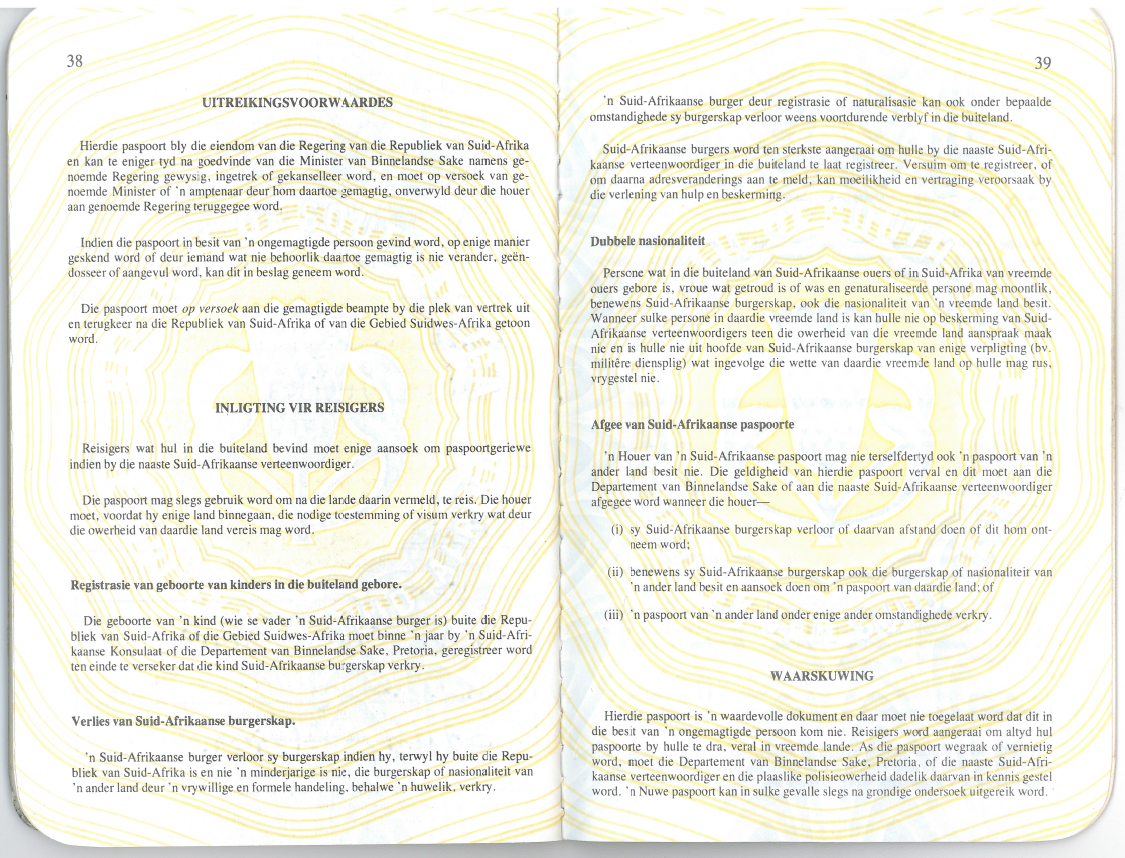
1995年發行的此版本護照使用規例、須知及警告頁（南非文版）
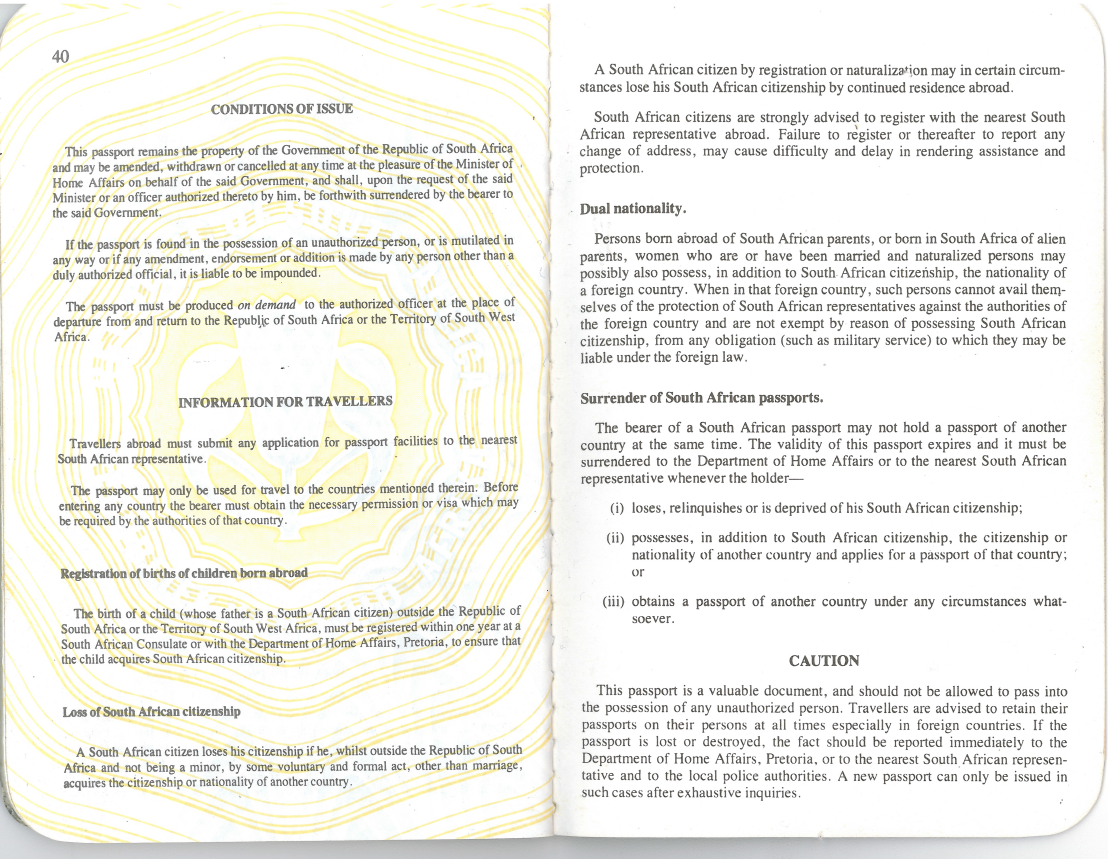
1995年發行的此版本版護照使用規例、須知及警告頁（英文版）
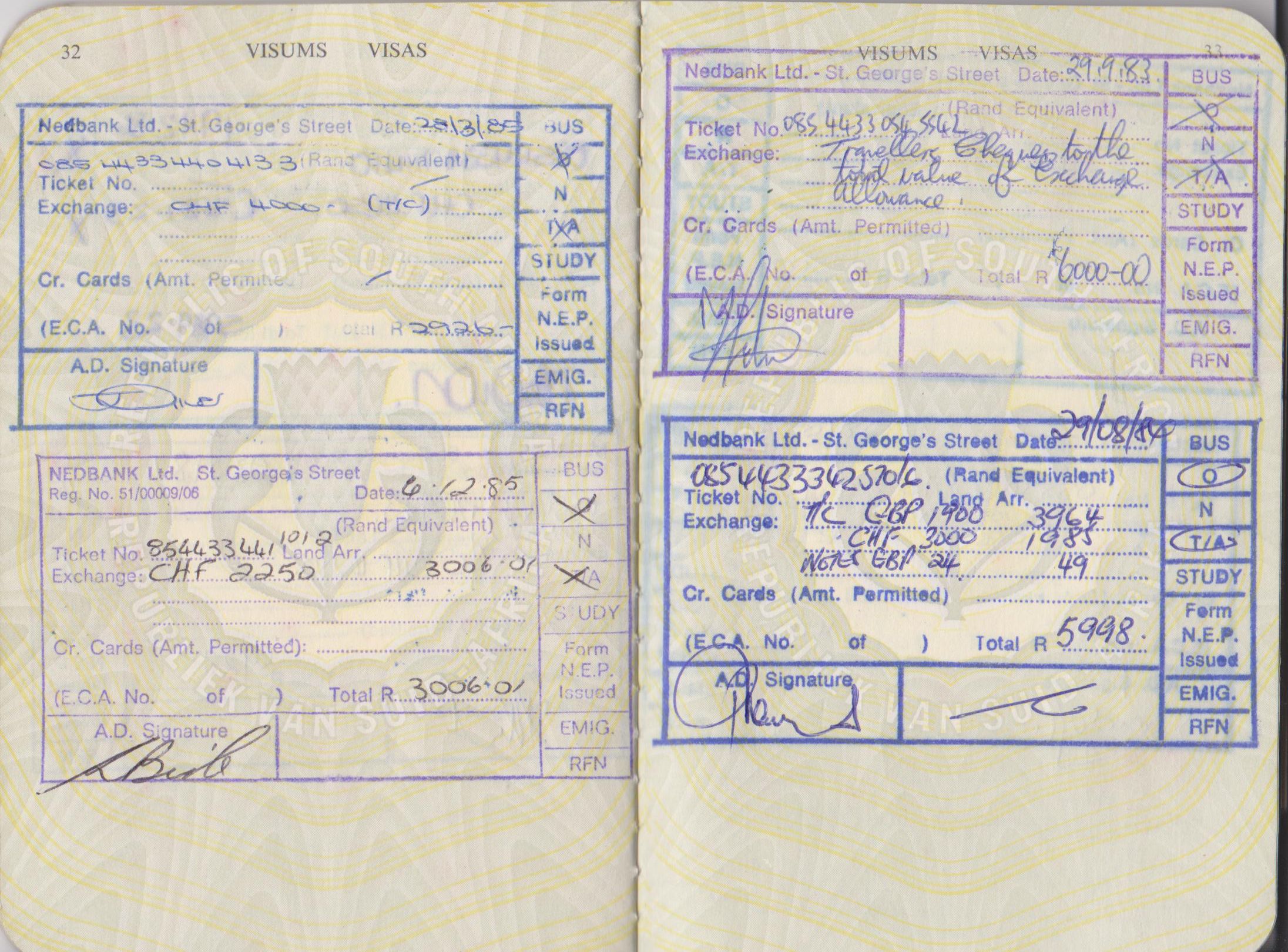
蓋於簽證頁上的外匯管制加註印章

#### 1996年版
1996年版的南非護照，於1996年5月22日起發行，以取代使用超過30年的舊版護照。此版本亦是首個按《南非護照及旅行證件規例》發行的護照。
相對上一個版本，1996年版護照的設計有著不少的改進，詳列如下：
- 護照封面再改用綠色，而字體設計有所改變[4]
- 大小改為國際通用的B7尺寸
- 改為可機讀護照格式
- 首次加上防偽特徵（如個人資料頁上的螢光薄膜[5]、內頁螢光圖案及水印等）
- 在護照所有內容刪去南非文，僅以英、法兩文對照標示

然而，簽證頁數仍為32頁，與上一個版本相同。
隨著新版護照於2009年4月9日開始發行，此版本護照亦不再簽發。

#### 2009年版
現時簽發的南非護照為2009年版本，於同年4月9日起發行。
相對1996年版本，除了改用最新版本的國徽外，內頁圖案主題亦由單純的放射狀條紋改為南非野生動物。另外，個人資料頁的防偽螢光圖案亦有所更新。然而，現今版本的護照，仍未採用已獲各國廣泛應用的生物特徵護照技術。

## 護照簽發法源
現今的南非護照，是根據《護照及旅行證件法》（1994年第4號法例），以及1996年訂立的《南非護照及旅行證件規例》發行。

## 現行護照樣式和印製工藝
現行南非護照紙張尺寸為國際通用的B7（ISO 7810 ID-3, 88 mm × 125 mm)尺寸，設有32頁及48頁兩種。護照封面顏色為墨綠色，並印有燙金的國名、國徽及「護照」字樣（以英文及法文標註）。

### 請求頁
請求頁設於整本護照的最後一頁，內容大致如下：
英語：
|  |

法語：
|  |

中文語意如下：
| 以總統之名義 南非共和國總統茲請各國及駐外機關對持照人予以通行的便利、不受阻延，並給予持照人必要的支援及保護。 |

### 個人資料頁
持證人的資料及相片，使用激光刻蝕技術刻寫在個人資料頁上；而在資料頁中央，則再印有持照人相片的縮略圖。個人資料頁採用可機讀形式，護照機讀區設在個人資料頁下方。個人資料頁各欄目均以英、法兩種語文標註，並按以下填寫方式列出：
- 「Type/Type」（證件類別）：「PM」（預印字樣，代表護照）、「Country code/Code du poys」（簽發國代號）：「ZAF」（預印字樣，代表南非）、「Passport No/No du passeport」（護照編號）：一位字母+八位數字
- 「Surname/Nom」（姓）、「Given names/Prenorms」（名）
- 「Nationality/Nationalite」（國籍）：「SOUTH AFRICAN/SUD-AFRICAINE」（預印字樣，即南非籍）
- 「Date of birth/Date de naissance」（出生日期），按：日、月、年（日期為2位數，月份以3位英語縮寫標示，而年份為4位數）
- 「Identity No/No d'identite」（身份證編號）：13位數字
- 「Sex/Sexe」（性別）：使用縮寫，男為「M」，女為「F」
- 「Place of birth/Lieu de naissance」（出生地）：三位國家代號（例如在南非出生，出生地代號為「ZAF」）
- 「Authority/Autorite」（簽發機構）：「DEPT OF HOME AFFAIRS」（預印字樣，即南非民政部）
- 「Date of issue/Date de delivrance」（簽發日期）及「Date of expiry/Date d' expiration」（有效期至）兩項，與出生日期格式相同
- 持照人簽署（自申請表上擷取）

此頁底部為機讀區。

### 簽證頁
現行版本護照簽證頁的背景圖案，為南非國內的「五大野生動物」（即獅子、水牛、豹、象及犀牛）。所有頁面僅設水印，並無紫外螢光圖樣。

## 護照類別
現行的南非護照分為四類，詳列如下：
- 普通護照：向年滿16歲南非公民簽發，有效期10年[12] ，可選擇32頁或48頁（頻客護照）版本；
- 兒童護照：向未滿16歲南非公民簽發，有效期5年，統一頁數為32頁[13]；
- 公務護照：向南非政府官員簽發，僅限用於公務旅行，有效期5年[14]；
- 外交護照：向南非駐外使節簽發，僅限用於公務旅行，可與隨同家人一同使用。

除此以外，民政部或駐外機構亦為遺失護照或遇其他緊急狀況人士，簽發單次使用的「緊急旅行證」（2014年9月1日前為可供多次使用的「臨時護照」）。

## 申請過程及收費
所有申請南非護照的手續，均於民政部辦事處或駐外機構櫃檯辦理。申請人需要帶備以下文件前往辦證：
- 已填妥的申請表（DHA-73號表格）
- 公民身份申報表格（DHA-529號表格，僅適用於駐外機構辦理人士）
- 護照報失表格（DHA-335號表格，僅適用於因遺失護照而需補領人士）
- 身份證（16歲或以上）或出世紙（15歲或以下）副本
- 彩色近照兩張
- 申請費

目前，申領南非護照的費用如下：
- 32頁普通護照：R400（大小同價）
- 48頁普通頻客護照：R600
- 公務及外交護照：費用全免

若因遺失普通或普通頻客護照而需補領，需繳付多一倍費用作為罰款。

## 簽證待遇
根据2025年1月8日发布的亨利护照指数，南非护照可免签证、落地签证或电子签证入境106个国家和地区，位居世界第48。

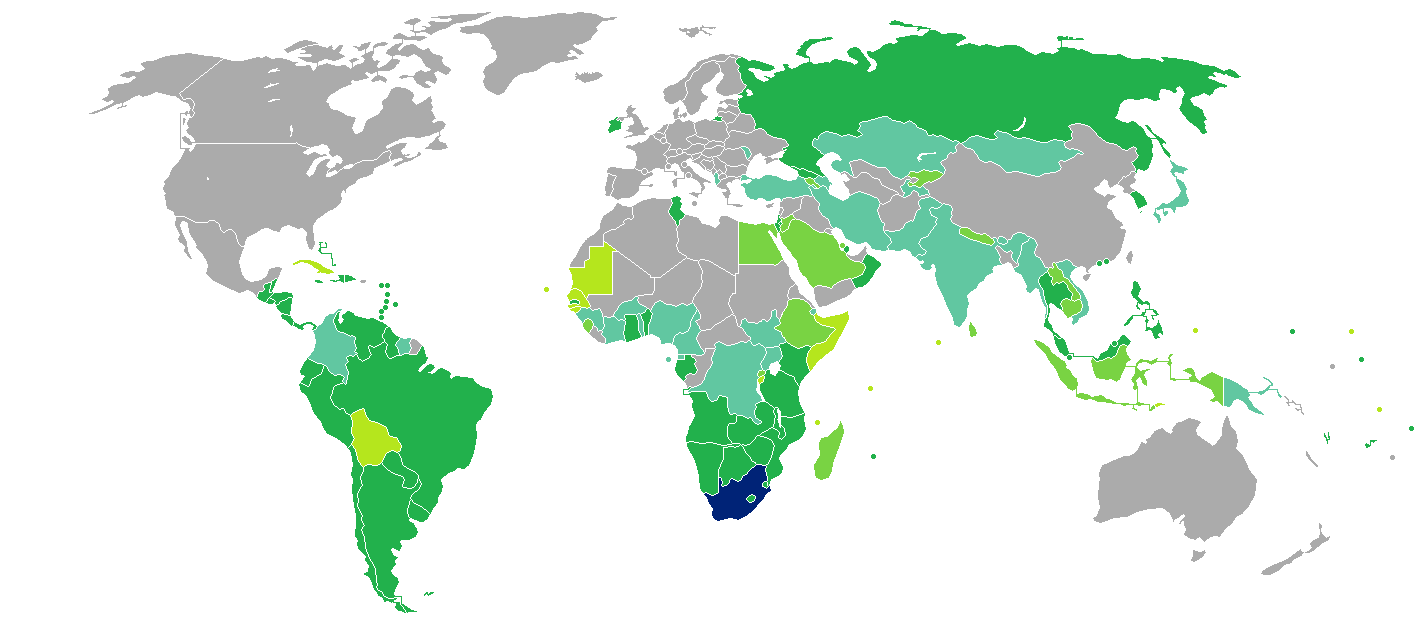
南非公民簽證要求
南非
免簽證
落地簽證
電子簽證
電子或落地簽證
需預先申領簽證